# Società Polisportiva Ars et Labor 1968-1969
Questa voce raccoglie le informazioni riguardanti la Società Polisportiva Ars et Labor nelle competizioni ufficiali della stagione 1968-1969.

## Stagione
Dopo la retrocessione, nella stagione 1968-1969 di Serie B la SPAL dispone alcune partenze eccellenti: si ritirano dal calcio Oscar Massei e Gianfranco Bozzao, Luigi Pasetti viene ceduto alla Juventus e Paolino Stanzial alla Fiorentina. Il presidente Paolo Mazza investe parte del guadagno prelevando l'ex attaccante della Nazionale Alberto Orlando dal Napoli e lancia definitivamente Albertino Bigon.
Per il campionato cadetto vi sono grosse speranze di risalita, cui fanno presto seguito grandi disillusioni: Orlando si infortunerà giocando pochissime partite. Non solo non arriva la promozione, al contrario la SPAL va incontro alla seconda retrocessione consecutiva, precipitando in quella Serie C dalla quale mancava dal 1943. Nell'afa estiva del 22 giugno non basta la vittoria di misura 2-1 sul Mantova, stavolta il miracolo dell'ultima giornata non riesce. Per Ferrara e per Mazza il colpo è tanto inaspettato, quanto durissimo.

## Rosa
| N. |                   | Ruolo | Calciatore          |
| -- | ----------------- | ----- | ------------------- |
|    | Italia (bandiera) | C     | Gilberto Antonioli  |
|    | Italia (bandiera) | A     | Giovanni Asnicar    |
|    | Italia (bandiera) | C     | Luigi Asnicar       |
|    | Italia (bandiera) | A     | Gastone Bean        |
|    | Italia (bandiera) | A     | Giuliano Bertarelli |
|    | Italia (bandiera) | C     | Arturo Bertuccioli  |
|    | Italia (bandiera) | A     | Albertino Bigon     |
|    | Italia (bandiera) | D     | Giulio Boldrini     |
|    | Italia (bandiera) | A     | Giovanni Brenna     |
|    | Italia (bandiera) | P     | Gabriele Cantagallo |
|    | Italia (bandiera) | P     | Renato Cipollini    |
|    | Italia (bandiera) | C     | Luigi Delneri       |
|    | Italia (bandiera) | A     | Carlo Dell'Omodarme |
|    | Italia (bandiera) | A     | Giorgio Gambin      |

| N. |                   | Ruolo | Calciatore           |
| -- | ----------------- | ----- | -------------------- |
|    | Italia (bandiera) | C     | Giovanni Improta     |
|    | Italia (bandiera) | D     | Maurizio Moretti     |
|    | Italia (bandiera) | A     | Alberto Orlando      |
|    | Italia (bandiera) | D     | Pierluigi Pagni      |
|    | Italia (bandiera) | A     | Giuseppe Palazzese   |
|    | Italia (bandiera) | C     | Domenico Parola      |
|    | Italia (bandiera) | D     | Roberto Ranzani      |
|    | Italia (bandiera) | D     | Oscar Righetti       |
|    | Italia (bandiera) | A     | Gildo Rizzato        |
|    | Italia (bandiera) | C     | Giulio Cesare Spagni |
|    | Italia (bandiera) | D     | Glauco Tomasin       |
|    | Italia (bandiera) | D     | Giampiero Vitali     |
|    | Italia (bandiera) | A     | Bruno Zanolla        |

## Risultati

### Serie B

#### Girone di andata
| Arbitro: | Mascali (Desenzano del Garda) |

|                       |           |  |
| Vitali 37’ Brenna 77’ | Marcatori |  |

| Arbitro: | Motta (Monza) |

|             |           |            |
| Bergamo 37’ | Marcatori | 17’ Brenna |

| Arbitro: | Giunti (Arezzo) |

|               |           |  |
| Meregalli 16’ | Marcatori |  |

| Arbitro: | Lattanzi (Roma) |

|  |           |             |
|  | Marcatori | 4’ Trombini |

| Arbitro: | Gussoni (Tradate) |

|                          |           |            |
| Vitali 20’ Palazzese 52’ | Marcatori | 39’ Zimolo |

| Arbitro: | Pieroni (Roma) |

|                                      |           |                   |
| Santon 67’ Gualtieri 76’ Rigotto 83’ | Marcatori | 24’ Dell'Omodarme |

| Arbitro: | Possagno (Treviso) |

|  |           |                         |
|  | Marcatori | 26’ Donzelli 43’ Crippa |

| Arbitro: | Branzoni (Pavia) |

|          |           |               |
| Ghio 35’ | Marcatori | 12’ Antonioli |

| Ferrara 1º dicembre 1968 9ª giornata | SPAL            | 0 – 0 | Foggia & Incedit | Stadio Comunale\| Arbitro: \| Acernese (Roma) \| |
| Arbitro:                             | Acernese (Roma) |       |                  |                                                  |

| Arbitro: | Torelli (Milano) |

|           |           |              |
| Bigon 48’ | Marcatori | 63’ Tentorio |

| Arbitro: | Gussoni (Tradate) |

|  |           |                   |
|  | Marcatori | 76’ Dell'Omodarme |

| Arbitro: | Toselli (Cormons) |

|             |           |           |
| Vallongo 4’ | Marcatori | 5’ Parola |

| Arbitro: | Barbaresco (Cormons) |

|  |           |              |
|  | Marcatori | 76’ Franzoni |

| Arbitro: | Gonella (Torino) |

|                                              |           |  |
| Simoni 19’ Turchetto 31’ De Paoli 56’ (rig.) | Marcatori |  |

| Arbitro: | Pieroni (Roma) |

|                          |           |            |
| Brenna 6’ Bigon 12’, 65’ | Marcatori | 7’ Console |

| Arbitro: | Vacchini (Milano) |

|                         |           |                                  |
| Bean 25’ Bigon 29’, 78’ | Marcatori | 18’ (aut.) Boldrini 73’ Buglioni |

| Arbitro: | Panzino (Catanzaro) |

|            |           |                  |
| Rubino 72’ | Marcatori | 4’ Dell'Omodarme |

| Ferrara 2 febbraio 1969 18ª giornata | SPAL            | 0 – 0 | Lecco | Stadio Comunale\| Arbitro: \| Acernese (Roma) \| |
| Arbitro:                             | Acernese (Roma) |       |       |                                                  |

| Arbitro: | Lattanzi (Roma) |

|           |           |                 |
| Gioia 63’ | Marcatori | 85’ Bertuccioli |

#### Girone di ritorno
| Arbitro: | Barbaresco (Cormons) |

|            |           |           |
| Achilli 8’ | Marcatori | 28’ Bigon |

| Arbitro: | Caligaris (Alessandria) |

|                                   |           |               |
| Bean 55’ Bigon 67’ Bertarelli 81’ | Marcatori | 80’ Fraschini |

| Arbitro: | Serafino (Roma) |

|  |           |              |
|  | Marcatori | 54’ Cardillo |

| Arbitro: | Toselli (Cormons) |

|              |           |  |
| Trombini 78’ | Marcatori |  |

| Arbitro: | Vacchini (Milano) |

|               |           |  |
| Benvenuto 57’ | Marcatori |  |

| Ferrara 23 marzo 1969 25ª giornata | SPAL              | 0 – 0 | Livorno | Stadio Comunale\| Arbitro: \| Gussoni (Tradate) \| |
| Arbitro:                           | Gussoni (Tradate) |       |         |                                                    |

| Arbitro: | Branzoni (Pavia) |

|                          |           |                |
| Ragonesi 36’ Fanello 45’ | Marcatori | 53’ Bertarelli |

| Arbitro: | Torelli (Milano) |

|                |           |                        |
| Bertarelli 30’ | Marcatori | 64’ Governato 87’ Ghio |

| Foggia 20 aprile 1969 28ª giornata | Foggia             | 0 – 0 | SPAL | Stadio Pino Zaccheria\| Arbitro: \| Carminati (Milano) \| |
| Arbitro:                           | Carminati (Milano) |       |      |                                                           |

| Arbitro: | D'Agostini (Roma) |

|                               |           |                |
| Ranzani 44’ (aut.) Tonoli 58’ | Marcatori | 67’ Bertarelli |

| Arbitro: | De Marchi (Pordenone) |

|                          |           |             |
| Luigi Asnicar 82’ (rig.) | Marcatori | 17’ Morelli |

| Ferrara 11 maggio 1969 31ª giornata | SPAL              | 0 – 0 | Reggina | Stadio Comunale\| Arbitro: \| Toselli (Cormons) \| |
| Arbitro:                            | Toselli (Cormons) |       |         |                                                    |

| Arbitro: | Genel (Trieste) |

|              |           |  |
| Cattaneo 14’ | Marcatori |  |

| Ferrara 18 maggio 1969 33ª giornata | SPAL                         | 0 – 0 | Brescia | Stadio Comunale\| Arbitro: \| De Robbio (Torre Annunziata) \| |
| Arbitro:                            | De Robbio (Torre Annunziata) |       |         |                                                               |

| Arbitro: | Sbardella (Roma) |

|             |           |  |
| Braglia 78’ | Marcatori |  |

| Arbitro: | D'Agostini (Roma) |

|                |           |  |
| Di Giacomo 64’ | Marcatori |  |

| Arbitro: | Angonese (Mestre) |

|                         |           |              |
| Bigon 3’ Bertarelli 73’ | Marcatori | 75’ Piccioni |

| Lecco 15 giugno 1969 37ª giornata | Lecco          | 0 – 0 | SPAL | Stadio Mario Rigamonti\| Arbitro: \| Pieroni (Roma) \| |
| Arbitro:                          | Pieroni (Roma) |       |      |                                                        |

| Arbitro: | Monforte (Palermo) |

|                         |           |              |
| Bigon 11’ Antonioli 45’ | Marcatori | 25’ Tomeazzi |

### Coppa Italia (girone 6)
| Ferrara 8 settembre 1968 1ª giornata | SPAL                  | 0 – 0 | Bologna | Stadio Comunale\| Arbitro: \| De Marchi (Pordenone) \| |
| Arbitro:                             | De Marchi (Pordenone) |       |         |                                                        |

| Ferrara 15 settembre 1968 2ª giornata | SPAL              | 0 – 0 | Roma | Stadio Comunale\| Arbitro: \| Toselli (Cormons) \| |
| Arbitro:                              | Toselli (Cormons) |       |      |                                                    |

| Arbitro: | Torelli (Milano) |

|           |           |               |
| Massa 63’ | Marcatori | 3’ Bertarelli |

## Statistiche

### Statistiche di squadra
| Competizione | Punti | In casa | In casa | In casa | In casa | In casa | In casa | In trasferta | In trasferta | In trasferta | In trasferta | In trasferta | In trasferta | Totale | Totale | Totale | Totale | Totale | Totale | DR |
| Competizione | Punti | G       | V       | N       | P       | Gf      | Gs      | G            | V            | N            | P            | Gf           | Gs           | G      | V      | N      | P      | Gf     | Gs     | DR |
| ------------ | ----- | ------- | ------- | ------- | ------- | ------- | ------- | ------------ | ------------ | ------------ | ------------ | ------------ | ------------ | ------ | ------ | ------ | ------ | ------ | ------ | -- |
| Serie B      | 31    | 19      | 7       | 7       | 5       | 20      | 16      | 19           | 1            | 8            | 10           | 10           | 22           | 38     | 8      | 15     | 15     | 30     | 38     | -8 |
| Coppa Italia | 3     | 2       | 0       | 2       | 0       | 0       | 0       | 1            | 0            | 1            | 0            | 1            | 1            | 3      | 0      | 3      | 0      | 1      | 1      | 0  |
| Totale       |       | 21      | 7       | 9       | 5       | 20      | 16      | 20           | 1            | 9            | 10           | 11           | 23           | 41     | 8      | 18     | 15     | 31     | 39     | -8 |

### Statistiche dei giocatori
| Giocatore        | Serie B  | Serie B | Coppa Italia | Coppa Italia | Totale   | Totale |
| Giocatore        | Presenze | Reti    | Presenze     | Reti         | Presenze | Reti   |
| ---------------- | -------- | ------- | ------------ | ------------ | -------- | ------ |
| G. Antonioli     | 21       | 2       | ?            | ?            | 21+      | 2+     |
| G. Asnicar       | 2        | 0       | ?            | ?            | 2+       | 0+     |
| L. Asnicar       | 9        | 1       | ?            | ?            | 9+       | 1+     |
| G. Bean          | 16       | 2       | ?            | ?            | 16+      | 2+     |
| G. Bertarelli    | 25       | 5       | ?            | ?            | 25+      | 5+     |
| A. Bertuccioli   | 29       | 1       | ?            | ?            | 29+      | 1+     |
| A. Bigon         | 35       | 9       | ?            | ?            | 35+      | 9+     |
| G. Boldrini      | 32       | 0       | ?            | ?            | 32+      | 0+     |
| G. Brenna        | 15       | 3       | ?            | ?            | 15+      | 3+     |
| G. Cantagallo    | 12       | -12     | ?            | ?            | 12+      | -12+   |
| R. Cipollini     | 27       | -26     | ?            | ?            | 27+      | -26+   |
| L. Delneri       | 1        | 0       | ?            | ?            | 1+       | 0+     |
| C. Dell'Omodarme | 24       | 3       | ?            | ?            | 24+      | 3+     |
| G. Gambin        | 5        | 0       | ?            | ?            | 5+       | 0+     |
| G. Improta       | 11       | 0       | ?            | ?            | 11+      | 0+     |
| M. Moretti       | 2        | 0       | ?            | ?            | 2+       | 0+     |
| A. Orlando       | 6        | 0       | ?            | ?            | 6+       | 0+     |
| P. Pagni         | 16       | 0       | ?            | ?            | 16+      | 0+     |
| G. Palazzese     | 25       | 1       | ?            | ?            | 25+      | 1+     |
| D. Parola        | 34       | 1       | ?            | ?            | 34+      | 1+     |
| R. Ranzani       | 31       | 0       | ?            | ?            | 31+      | 0+     |
| O. Righetti      | 9        | 0       | ?            | ?            | 9+       | 0+     |
| G. Rizzato       | 4        | 0       | ?            | ?            | 4+       | 0+     |
| G. Spagni        | 11       | 0       | ?            | ?            | 11+      | 0+     |
| G. Tomasin       | 25       | 0       | ?            | ?            | 25+      | 0+     |
| G. Vitali        | 20       | 2       | ?            | ?            | 20+      | 2+     |
| B. Zanolla       | 1        | 0       | ?            | ?            | 1+       | 0+     |